# Pterygota brasiliensis
Pterygota brasiliensis är en malvaväxtart som beskrevs av F. Allem.. Pterygota brasiliensis ingår i släktet Pterygota och familjen malvaväxter. Inga underarter finns listade i Catalogue of Life.